# Gurami
Gurami – nazwa ryb akwariowych obejmująca kilka azjatyckich, wszystkożernych gatunków z różnych rodzajów w obrębie rodziny guramiowatych (Osphronemidae), oraz jeden gatunek zaliczany obecnie do rodziny całuskowatych (Helostomatidae). W hodowlach akwarystycznych wyselekcjonowano wiele odmian barwnych. 
Gurami charakteryzują się płetwami brzusznymi przekształconymi w długie, cienkie, nitkowate wyrostki stanowiące dodatkowy narząd dotyku. W okresie tarła gurami składają ikrę do wybudowanych przez siebie gniazd. Rodzice opiekują się ikrą i wylęgiem.

## Gatunki
- gurami całujący[2][3][4][5] (Helostoma temminkii)
- gurami czekoladowy[1][3] (Sphaerichthys osphromenoides)
- gurami drobnołuski[6][4], gurami księżycowy[1][3] (Trichopodus microlepis)
- gurami dwuplamy[2][3][4][5], gurami dwuplamisty[1][3][7], gurami niebieski[1][2][3], gurami plamisty[8] (Trichopodus trichopterus)
- gurami mozaikowy[2][3][7][4][5], gurami perłowy[1] (Trichopodus leerii)
- gurami olbrzymi[9][1][2][3][4][5], gurami właściwy[3][10] (Osphronemus goramy)
- gurami syjamski[1][3] (Trichopodus pectoralis)